# Som kîrgîz
Somul kîrgîz este unitatea monetară oficială a Kârgâzstanului.

## Etimologie
În Uniunea Sovietică, vorbitorii de kazahă, kirghiză și uzbecă au numit rubla som, iar acest nume a apărut scris pe spatele bancnotelor, printre textele pentru valoarea bancnotei în toate cele 15 limbi oficiale ale Uniunii. Cuvântul som (transliterat uneori „sumă” sau „soum”) înseamnă „pur” în kazahă, kirghiză, uigură și uzbecă, precum și în multe alte limbi turcice. Cuvântul înseamnă „aur pur”.

## Istorie
După prăbușirea Uniunii Sovietice majoritatea republicilor au încercat să mențină o monedă comună. Anumiți politicieni sperau să mențină cel puțin „relații speciale” între fostele republici sovietice sau între cele din apropiere. Un alt motiv au fost considerațiile economice pentru menținerea zonei rublă. Dorința de a păstra relațiile comerciale puternice dintre fostele republici sovietice a fost considerată obiectivul cel mai important.
Destrămarea Uniunii Sovietice nu a fost însoțită de nicio modificare formală a aranjamentelor monetare. Banca Centrală a Rusiei a fost autorizată să preia Banca de Stat a URSS (Gosbank) la 1 ianuarie 1992. Ea a continuat să trimită bancnote și monede ale URSS către băncile centrale din cele paisprezece țări independente, care anterior au fost principalele sucursalele Gosbank din republici. Situația politică nu a fost însă favorabilă menținerii unei monede comune. Menținerea unei monede comune necesita un consens politic puternic în ceea ce privește țintele monetare și fiscale, o instituție comună însărcinată cu punerea în aplicare a acestor ținte și o legislație comună (referitoare la reglementările bancare și valutare). Aceste condiții erau departe de a fi îndeplinite în mijlocul situației economice și politice agitate.
În prima jumătate a anului 1992, a existat o uniune monetară cu 15 state independente care foloseau rubla. Întrucât era clar că situația nu va dura, fiecare emițând sume uriașe de bani sub formă de credit. Drept urmare, unele țări emiteau cupoane pentru a-și „proteja” piețele de cumpărători din alte state. Banca Centrală a Rusiei a răspuns în iulie 1992, instituind restricții la fluxul de credite între Rusia și alte state. Prăbușirea finală a zonei rublă a început atunci când Rusia a oprit schimbul valutar de către Banca Centrală a Rusiei pe teritoriul Rusiei la sfârșitul lunii iulie 1993.
Somul a fost introdus la 10 mai 1993, înlocuind rubla sovietică cu o rată de 1 som = 200 ruble. Inițial au fost emise doar bancnote, monedele nefiind introduse până în 2008.